# Dudleya pulverulenta
A Dudleya pulverulenta a kőtörőfű-virágúak (Saxifragales) rendjébe, ezen belül a varjúhájfélék (Crassulaceae) családjába és a fáskövirózsa-formák (Sempervivoideae) alcsaládjába tartozó faj.

## Előfordulása
A Dudleya pulverulenta előfordulási területe Észak- és Közép-Amerika nyugati, illetve északnyugati részein található. Kalifornia, a Kaliforniai-félsziget és a kontinentális Mexikó északnyugati sarka képezik a természetes élőhelyeit.

## Alfajai
- Dudleya pulverulenta subsp. arizonica (Rose) S.L.Welsh
- Dudleya pulverulenta subsp. pulverulenta (Nutt.) Britton & Rose

## Képek

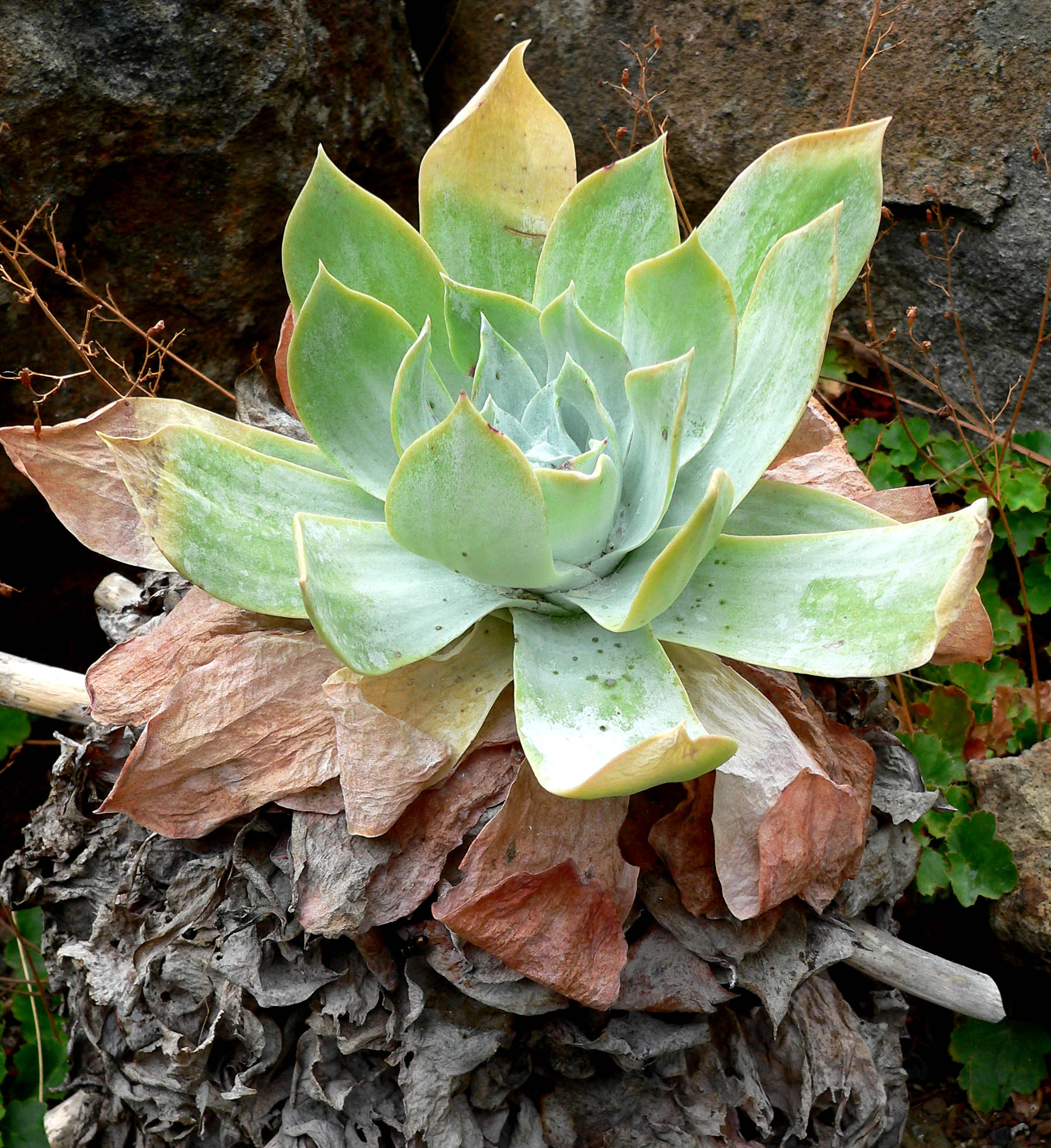
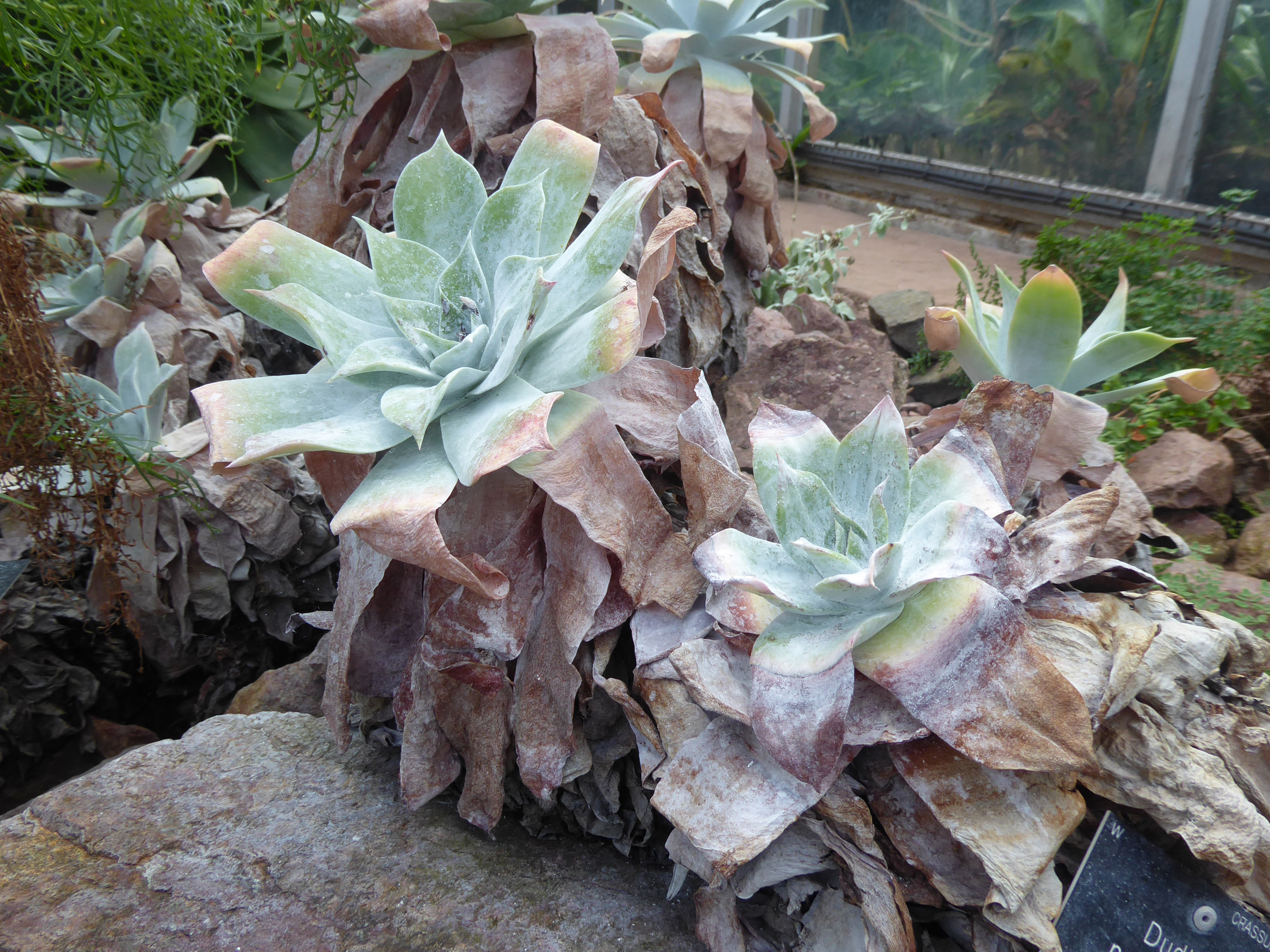
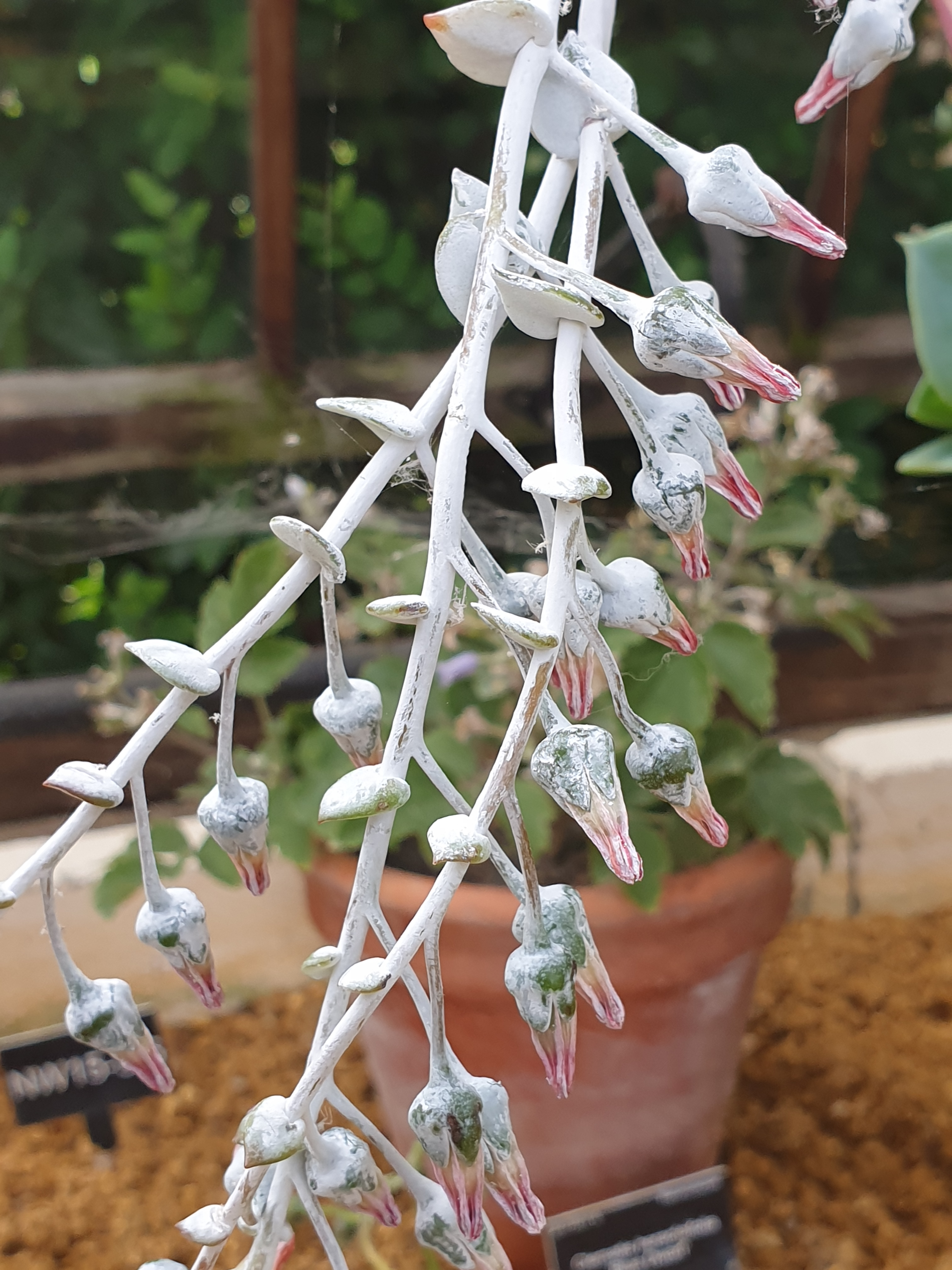
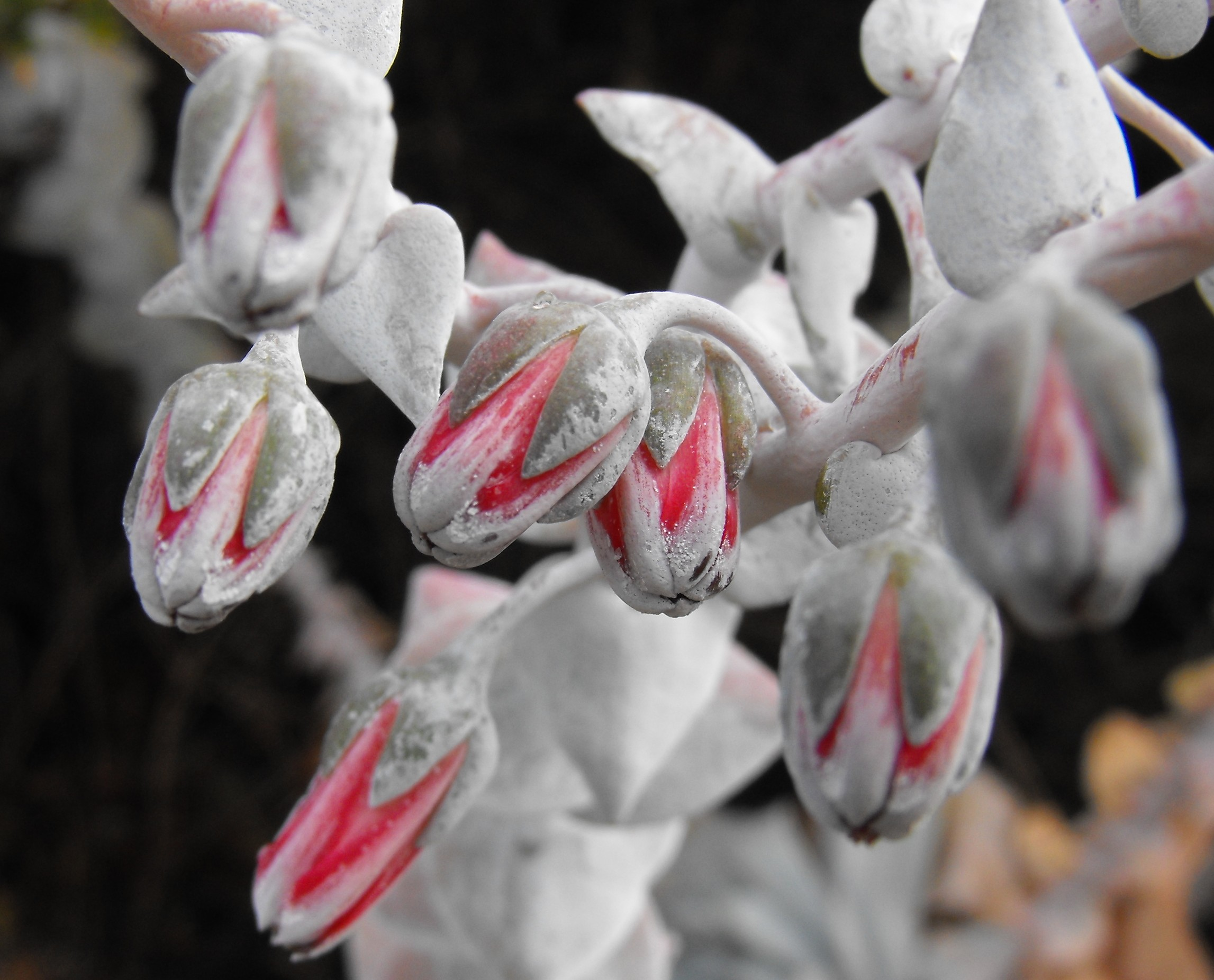